# Puhlmann-Theater

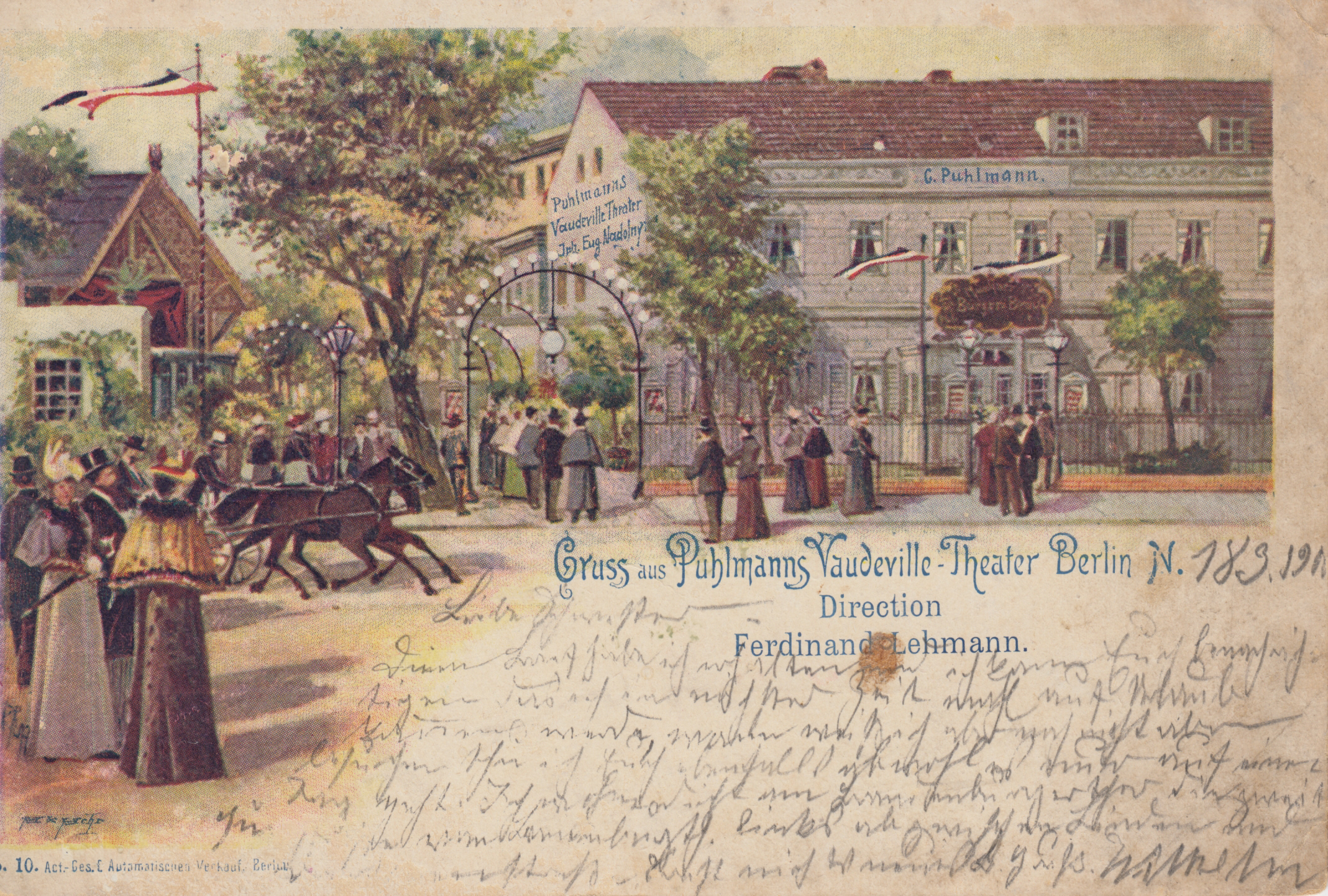
Puhlmanns Vaudeville-Theater, Ansichtskarte, um 1900

Das Puhlmann-Theater war ein Veranstaltungsort in der Schönhauser Allee 148 in Berlin, an dem unter wechselnden Namen zwischen etwa 1869 und 1960 ein Varieté, Theater sowie später auch ein Kino betrieben wurde. Das Unternehmen war im Laufe der Zeit unter anderem als Vaudeville-Theater, Puhlmann`s Vaudeville sowie Fröbels Allerlei Theater bekannt. Später wurde es unter den Namen Filmpalast Puhlmann, Berliner Neues Operettentheater und Puhlmann-Theater-Lichtspiele-Varieté betrieben. Das mehrfach umgebaute Gebäude wurde 1963 abgerissen.

## Geschichte

Zeitungsanzeige (1854)

Ausriss Theaterzettel (1950er-Jahre)

Wahrscheinlich 1840 wurde auf einem 3.000 m² großen Gartengrundstück zwischen der Schönhauser Allee und der Kastanienallee ein Gartenlokal eröffnet, das 1851 von dem Gastronomen Carl Puhlmann übernommen wurde (Puhlmann's Lokal, Puhlmannscher Garten). Bereits hier gab es im Sommer Musik- und Varietéveranstaltungen. Nach der 1869 im Deutschen Bund eingeführten neuen Theaterfreiheit gründete Puhlmann in seinem Lokal ein eigenes Vaudeville-Theater, das später auch als Puhlmann`s Vaudeville firmierte. Die Bühne wurde zunächst überwiegend als Sommertheater bespielt. Der Garten fasste etwa 2.500–3.000 Personen. Später gab es auch ganzjährig Vorstellungen im Restaurationsbau, der später nach Umbauten bis zu 900 Personen fasste. Gebäude und Grundstück blieben mit einer kurzen Unterbrechung im Dritten Reich im Besitz der Familie.
Puhlmann's war ein Volkstheater, an dem Vaudeville-Programme, Lustspiele und Operetten aufgeführt wurden. Das Theater wurde an wechselnde Betreiber verpachtet, die als Direktoren und Konzessionsinhaber („Theatereigentümer“) fungierten, von denen aber nur wenige eine größere Rolle in der Berliner Theaterlandschaft spielten. Zu den bekannteren zählt August Kentsch, der bereits seit 1871 als Kapellmeister an dem Theater tätig war. Zwischen 1885 und 1892 wird er auch als Direktor genannt. Der Schauspieler und Sänger August Reiff (1845–1905) war zwischen 1878 und 1894 mehrfach Leiter der Bühne. Reiff war ein eifriger Theater- und Ensemblegründer (American-Theater, „Die grüne Neune“), verlor aber dadurch schließlich sein Vermögen und musste nach 1896 deshalb wieder als Schauspieler arbeiten. Ab 1905 betrieb der Volkshumorist Wilhelm Fröbel (1857–1907) zusammen mit seiner Frau Franziska Fröbel das Haus als Fröbels Allerlei Theater, das zahlreiche jüdische Stücke auf die Bühne brachte.
Schon im Oktober 1897 hatte Max Skladanowsky bei Puhlmann's einen Neujahrsgruß gedreht. Später gab es gelegentlich Filmvorführungen mit einem handbetriebenen Kalklicht-Cinématographe. Zwischen 1909 und 1928 kam es zu mehreren Umbauten, bei denen zunächst im Restaurationsgebäude zwei feste Theatersäle eingerichtet wurden. 1919 eröffnete nach entsprechenden Einbauten das sogenannte Puhlmann-Kino mit etwa 700 Plätzen (Lichtspiel Palast Theater, Puhlmanns Filmpalast). 1925 wurde die Fassade „orientalisch“ gestaltet.
1933 wurde im SA-Lokal „Puhlmann-Keller“ neben dem Vorführraum des Kinos zeitweilig ein frühes Konzentrationslager eingerichtet. Die Familie Puhlmann wurde anscheinend aus rassischen Gründen enteignet, denn nach Ende des Zweiten Weltkriegs erhielt Frau Puhlmann als Verfolgte des Naziregimes das Unternehmen wieder zurück.
Bereits ab Mai 1945 eröffnete das Theater wieder. Im kurzzeitig Berliner Neues Operettentheater genannten Theater fanden unter der Direktion von Margarethe Werner zumindest bis in die 1950er-Jahre hinein Varietéveranstaltungen, Auftritte von Ensemblen ohne eigenes Haus sowie Gastspiele statt. Selbst Sportveranstaltungen wie Amateurringkämpfe wurden ausgerichtet. Es wurden aber bereits auch wieder Filme gezeigt. Im Mai 1960 wurde das Puhlmann-Theater von der Stadt trotz Proteste der Bevölkerung mit der Begründung geschlossen, die Besitzerin sei „den Verpflichtungen gegenüber dem Staat nicht nachgekommen“. Die Überlegungen für den Verwendungszweck des Theaters reichten von der Einrichtung eines Studios für das DDR-Fernsehen bis zu dem Vorschlag, einen Lagerraum für Polsterwaren einzurichten. Stattdessen wurde das Gebäude 1963 wegen angeblicher Baufälligkeit abgerissen. An seiner Stelle entstand ein Parkplatz.
Nach der Wiedervereinigung ging das Gelände in das Portfolio des Liegenschaftsfonds Berlin über und wurde als Neubaufläche Wohnen/Gewerbe ausgewiesen. 2010/11 kam es zu einem Bieterverfahren für das jetzt Puhlmannscher Hof genannte Gelände.